# 24 uur van Daytona 1978
De 24 uur van Daytona 1978 was de 16e editie van deze endurancerace. De race werd verreden op 4 en 5 februari 1978 op de Daytona International Speedway nabij Daytona Beach, Florida.
De race werd gewonnen door de Brumos Porsche #99 gereden door Rolf Stommelen, Toine Hezemans en Peter Gregg. Voor Gregg was het zijn vierde Daytona-zege, waarmee hij op gelijke hoogte kwam met recordhouder Pedro Rodríguez de la Vega. Stommelen won de race voor de tweede keer, terwijl Hezemans zijn eerste overwinning behaalde. De GTO-klasse werd gewonnen door de Diego Febles Racing #58 van Diego Febles en Alec Poole. De GTU-klasse werd gewonnen door de J. Dana Roehrig #01 van Dave White, Gary Mesnick en J. Dana Roehrig.

## Race
Winnaars in hun klasse zijn vetgedrukt.
| Pos. | Klasse | No. | Team                             | Coureurs                                                               | Chassis                        | Ronden |
| ---- | ------ | --- | -------------------------------- | ---------------------------------------------------------------------- | ------------------------------ | ------ |
| 1    | GTX    | 99  | Brumos Porsche                   | Rolf Stommelen Toine Hezemans Peter Gregg                              | Porsche 935/77A                | 680    |
| 2    | GTX    | 6   | Dick Barbour Racing              | Dick Barbour Manfred Schurti Johnny Rutherford                         | Porsche 935/77A                | 650    |
| 3    | GTO    | 58  | Diego Febles Racing              | Diego Febles Alec Poole                                                | Porsche 911 Carrera RSR        | 645    |
| 4    | GTO    | 33  | Boricua Racing                   | Bonky Fernandez John Paul sr. Phil Currin                              | Porsche 911 Carrera RSR        | 637    |
| 5    | GTX    | 14  | Kremer Porsche Racing            | Josef Brambring Dieter Schornstein Louis Krages                        | Porsche 935 K2                 | 635    |
| DNF  | GTX    | 09  | Belcher Racing                   | Gary Belcher Doc Bundy Al Holbert                                      | Porsche 934/5                  | 632    |
| 7    | GTX    | 32  | Earle & Akin Racing Associates   | Steve Earle Bob Akin Rick Knoop                                        | Porsche 911 Carrera RSR        | 632    |
| 8    | GTO    | 65  | Dan Ward Racing                  | John Morton Tony Adamowicz Hal Sahlman Bobby Carradine                 | Ferrari 365 GTB/4 Competizione | 622    |
| 9    | GTX    | 59  | JMS Brumos Porsche               | Peter Gregg Claude Ballot-Léna Brad Frisselle                          | Porsche 935                    | 621    |
| 10   | GTX    | 13  | Hal Shaw Racing                  | Hal Shaw Jim Busby Howard Meister                                      | Porsche 935                    | 608    |
| DNF  | GTU    | 01  | J. Dana Roehrig                  | Dave White Gary Mesnick J. Dana Roehrig                                | Porsche 911 S                  | 604    |
| 12   | GTU    | 34  | Drolsom Racing                   | George Drolsom Hugh Davenport Mark Greb                                | Porsche 911 S                  | 592    |
| 13   | GTX    | 21  | Konrad Racing                    | Franz Konrad Reinhold Joest Volkert Merl                               | Porsche 935                    | 590    |
| 14   | GTU    | 08  | Terry Wolters                    | Terry Wolters Jack Refenning Ray Mummery                               | Porsche 911 S                  | 584    |
| 15   | GTX    | 24  | Executive Industries             | Tom Frank Bob Bergstrom                                                | Porsche 911 Carrera RSR        | 580    |
| 16   | GTU    | 84  | Bondurant Racing School          | Chris Doyle John Maffucci Bob Speakman                                 | Datsun 260Z                    | 577    |
| 17   | GTU    | 60  | R & R Racing                     | John Thomas Ren Tilton Rusty Bond                                      | Porsche 911 S                  | 551    |
| 18   | GTU    | 29  | Richard C. Weiss                 | Richard Weiss Bill Alsup Bill Follmer                                  | Porsche 911 S                  | 550    |
| 19   | GTX    | 37  | Clay Young                       | Bob Buchler Eddie Johnson Clay Young                                   | Chevrolet Camaro               | 550    |
| DNF  | GTO    | 46  | Mauricio de Narváez              | Mauricio de Narváez Albert Naon Tony Garcia                            | Porsche 911 Carrera RSR        | 547    |
| 21   | GTU    | 22  | Music City Racing                | Bill Harriss Volker Bruckmann                                          | Porsche 911 E                  | 546    |
| 22   | GTX    | 5   | Team Grand Competition on Canart | François Migault Lucien Guitteny Gregg Young                           | Ferrari 365 GT4/BB             | 521    |
| 23   | GTO    | 68  | Luis Mendez                      | Luis Mendez Mandy Gonzalez Tato Ferrer                                 | Porsche 911 Carrera RSR        | 509    |
| 24   | GTU    | 91  | Bob Bondurant                    | Bob Bondurant Steve Cook Ron Southern                                  | Datsun 260Z                    | 508    |
| 25   | GTO    | 78  | Western Motor Works              | Bobby Hillin William Henderson Richard Turner                          | Ferrari 365 GTB/4 Competizione | 506    |
| 26   | GTU    | 9   | Anatoly Arutunoff                | Brian Goellnicht José Marina Jack May Anatoly Arutunoff                | Lancia Stratos HF              | 505    |
| DNF  | GTO    | 94  | Preston Henn                     | Preston Henn Hal Sahlman Sandy Satullo                                 | Ferrari 365 GTB/4 Competizione | 502    |
| 28   | GTU    | 36  | Case Racing                      | Ron Case Dave Panaccione                                               | Porsche 911                    | 500    |
| 29   | GTU    | 53  | Mazda Auto Tokyo                 | Jim Downing Stu Fisher Walt Bohren Roger Mandeville                    | Mazda RX-3                     | 498    |
| 30   | GTU    | 61  | Alfred Cosentino                 | Taku Akaike Al Cosentino                                               | Mazda RX-3                     | 498    |
| 31   | GTX    | 38  | Mike Meldeau                     | Bill McDill Mike Meldeau                                               | Chevrolet Camaro               | 497    |
| 32   | GTO    | 10  | Bob's Speed Products             | Guy Church Rick Kump Bob Lee                                           | AMC AMX                        | 481    |
| 33   | GTU    | 50  | Native Tan                       | Charles Kleinschmidt Lee Culpepper                                     | MGB GT                         | 477    |
| 34   | GTO    | 77  | Amos Johnson/Dennis Shaw         | Amos Johnson Dennis Shaw Charles Woodward                              | AMC Hornet AMX                 | 475    |
| DNF  | GTX    | 7   | Heimrath Racing                  | Ludwig Heimrath Jacques Bienvenue Norm Ridgely                         | Porsche 935                    | 466    |
| DNF  | GTO    | 07  | Morrison's Inc.                  | Dave Cowart Charles Mendez Joe Castellano                              | Porsche 911 Carrera RSR        | 459    |
| DNF  | GTX    | 82  | Solomone Racing                  | Carm Solomone Fred Lang Buzz Fyhrie                                    | Chevrolet Camaro               | 456    |
| DNF  | GTX    | 15  | Bavarian Motors International    | Bruno Beilcke Sepp Grinbold Alf Gebhardt                               | BMW 3.0 CSL                    | 427    |
| 39   | GTU    | 55  | Emiliano Rodriguez               | Emiliano Rodriguez Hiram Cruz                                          | Lotus Europa                   | 402    |
| DNF  | GTX    | 95  | Bob Hagestad                     | Hurley Haywood Bob Hagestad Doc Bundy                                  | Porsche 935                    | 400    |
| 41   | GTX    | 18  | Ours & Hours Racing              | Dick Gauthier Jack Swanson Brad West                                   | Chevrolet Camaro               | 395    |
| 42   | GTX    | 56  | Carter Brothers                  | Richard Valentine Craig Carter Murray Edwards                          | Chevrolet Camaro               | 361    |
| 43   | GTU    | 87  | Pedro Vazquez, Jr.               | Pedro Vazquez Ron Oyler Joseph Hamilton Gunter Hamilton Gunter Seipolt | Porsche 911 S                  | 360    |
| 44   | GTO    | 02  | Al Levenson                      | Dick Neland Al Levenson Tom Brown                                      | Chevrolet Corvette             | 353    |
| DNF  | GTU    | 52  | Mazda Auto Tokyo                 | Yoshimi Katayama Yojiro Terada Roger Mandeville                        | Mazda RX-3                     | 271    |
| DNF  | GTX    | 19  | Chris Cord Racing                | Chris Cord Jim Adams                                                   | Chevrolet Monza                | 261    |
| DNF  | GTX    | 73  | Howey Farms                      | Clark Howey Dale Koch David Crabtree                                   | Chevrolet Camaro               | 259    |
| DNF  | GTU    | 76  | Quality Inn                      | Frank Thomas Lee Mueller Logan Blackburn                               | Porsche 911                    | 224    |
| DNF  | GTX    | 72  | Bill Arnold Racing               | Carl Thompson Billy Hagan Rusty Schmidt                                | Chevrolet Corvette             | 169    |
| DNF  | GTO    | 20  | Richard L. Bostyan               | Richard Bostyan Jerry Thompson Don Yenko                               | Chevrolet Corvette             | 152    |
| DNF  | GTO    | 25  | Kenper Miller                    | Kenper Miller Paul Miller Oscar Koveleski                              | BMW 3.5 CSL                    | 125    |
| DNF  | GTX    | 05  | Dale Kreider                     | Stephen Bond Dale Kreider Philip Dann                                  | Chevrolet Monza                | 123    |
| DNF  | GTO    | 8   | Jolly Club                       | Felice Besenzoni Luciano Dal Ben Byron Wever                           | Ferrari 308 GTB                | 117    |
| DNF  | GTO    | 48  | Autodyne Inc.                    | John Carusso Emory Donaldson Luis Sereix                               | Chevrolet Corvette             | 90     |
| DNF  | GTO    | 80  | Herb Adams                       | Herb Adams Pat Bedard Marv Thomson                                     | Oldsmobile Cutlass             | 89     |
| DNF  | GTX    | 0   | Interscope Racing                | Danny Ongais Ted Field Milt Minter                                     | Porsche 935/77A                | 88     |
| DNF  | GTX    | 12  | Porsche Kremer Racing            | Bob Wollek Henri Pescarolo Didier Jaunet                               | Porsche 935/77A                | 86     |
| DNF  | GTU    | 51  | Wynn's International             | John Hotchkis Robert Kirby Dennis Aase                                 | Porsche 911 S                  | 85     |
| DNF  | GTO    | 4   | Jolly Club                       | Dino Mallet Bob Bondurant Sergio Romolotti                             | Ferrari 308 GTB                | 82     |
| DNF  | GTO    | 03  | Guido Levetto                    | Guido Levetto Dan Rice                                                 | Chevrolet Camaro               | 79     |
| DNF  | GTX    | 54  | T & C                            | John Tunstall Stephen Behr Lou Timolat                                 | Porsche 911 Carrera RSR        | 70     |
| DNF  | GTO    | 39  | Greg Pickett                     | Greg Pickett Neil Bonnet Bruce Canepa                                  | Porsche 911 Carrera RSR        | 67     |
| DNF  | GTU    | 27  | Z & W Enterprises                | Pierre Honegger Bill Scott Mark Hutchins                               | Mazda RX-3                     | 57     |
| DNF  | GTX    | 2   | McLaren North America            | David Hobbs Ronnie Peterson                                            | BMW 320i Turbo                 | 47     |
| DNF  | GTO    | 17  | Tim Chitwood                     | Sam Fillingham Tim Chitwood K. P. Jones                                | Chevrolet Nova                 | 45     |
| DNF  | GTX    | 3   | Jolly Club                       | Carlo Facetti Martino Finotto                                          | Porsche 935                    | 6      |
| DNF  | GTU    | 85  | John Hulen                       | John Hulen Ron Coupland Nick Engels                                    | Porsche 914/6                  | 0      |
| DSQ  | GTU    | 71  | Bill Scott                       | Francisco Romero Ernesto Soto Hardie Beloff                            | Porsche 911 S                  | 615    |
| DNS  | GTX    | 66  | Bobby Carradine                  | Don Devendorf Tony Adamowicz Jeff Kline                                | Ferrari 365 GTB/4 Competizione | 0      |
| DNS  | GTX    | 86  | Hugh Kleinpeter                  | Janet Guthrie Hugh Kleinpeter Jef Stevens                              | De Tomaso Pantera GT4K         | 0      |
| DNQ  | GTU    | 88  | Hamilton House Racing            | Joseph Hamilton Chuck Wade Marty Hinze                                 | Porsche 911 S                  | 0      |

1962 · 1963 · 1964 · 1965 · 1966 · 1967 · 1968 · 1969 · 1970 · 1971 · 1972 · 1973 · 1974 · 1975 · 1976 · 1977 · 1978 · 1979 · 1980 · 1981 · 1982 · 1983 · 1984 · 1985 · 1986 · 1987 · 1988 · 1989 · 1990 · 1991 · 1992 · 1993 · 1994 · 1995 · 1996 · 1997 · 1998 · 1999 · 2000 · 2001 · 2002 · 2003 · 2004 · 2005 · 2006 · 2007 · 2008 · 2009 · 2010 · 2011 · 2012 · 2013 · 2014 · 2015 · 2016 · 2017 · 2018 · 2019 · 2020 · 2021 · 2022 · 2023 · 2024 · 2025